# Einerfeld
Einerfeld ist ein Wohnplatz im Stadtteil Gennebreck der Stadt Sprockhövel im Ennepe-Ruhr-Kreis, Nordrhein-Westfalen.

## Lage und Beschreibung
Einerfeld liegt im südwestlichen Teil des Sprockhöveler Stadtgebiets in einer Senke an der Landesstraße L294 nahe der Stadtgrenze zu Wuppertal im Süden. Östlich befindet sich das Waldgebiet Hilgenpütt. Einerfeld ist ein Abspliss vom südlich, auf dem Höhenzug Haßlinghauser Rücken gelegenen Einern. Auf dem Höhenzug Mettberg nördlich von Einerfeld schließt sich der Ortsbereich Erlen und Mettberg an.
Weitere Nachbarorte sind Winkelstraße, Birkenhof, Busch, Ellerhäuschen, Kleiner Siepen, Ochsenkamp und Herzkamp, 

## Geschichte
Einerfeld entstand in der ersten Hälfte des 19. Jahrhunderts und war Teil der Landgemeinde Gennebreck innerhalb der Bürgermeisterei Haßlinghausen (ab 1844 Amt Haßlinghausen) im Landkreis Hagen (ab 1897 Kreis Schwelm, ab 1929 Ennepe-Ruhr-Kreis).
Der Ort ist auf der Preußischen Uraufnahme von 1840 als Untr. Einernfeld verzeichnet. Ab der Preußischen Neuaufnahme von 1892 ist der Ort auf Messtischblättern der TK25 als Einerfeld verzeichnet.  
Das Gemeindelexikon für die Provinz Westfalen gibt 1885 für Einerfeld eine Zahl von vier Einwohnern an, die in einem Wohnhaus lebten. 1895 besaß der Ort ein Wohnhaus mit sechs Einwohnern, 1905 zählte der Ort ein Wohnhaus und 15 Einwohner.
Am 1. Januar 1970 wurde das Amt Haßlinghausen aufgelöst und die amtsangehörige Landgemeinde Gennebreck mit Einerfeld in die Stadt Sprockhövel eingemeindet.